# Lucie Decosse
Lucie Decosse (Chaumont, 6 agosto 1981) è una judoka francese, vincitrice della medaglia d'oro nella categoria 70 kg ai Giochi olimpici del 2012 di Londra e dell'argento ai Giochi di Pechino.

## Carriera
Lucie Decosse ha gareggiato nella categoria Pesi medio-leggeri (57-63 kg) fino al 2008. Successivamente, passa alla categoria Pesi medi (63-70 kg). È stata prima nel ranking mondiale in entrambe le categorie.
Ha vinto un totale di 13 medaglie (8 delle quali d'oro) tra Giochi olimpici, Mondiali ed Europei. Ha vinto la medaglia più importante della sua carriera, quella d'oro nei Pesi medi, ai Giochi Olimpici 2012.
La Decosse si è ritirata dal judo dopo aver perso il match per la medaglia di bronzo contro la sudcoreana Kim Seong-Yeon ai Campionati mondiali di judo 2013 a Rio de Janeiro.

## Palmarès
- Giochi olimpici estivi

2008 - Pechino: argento nei 63 kg.
2012 - Londra: oro nei 70 kg.
- Campionati mondiali di judo

2005 - Il Cairo: oro nella categoria fino a 63 kg.
2007 - Rio de Janeiro: argento nella categoria fino a 63 kg.
2010 - Tokyo: oro nella categoria fino a 70 kg.
2011 - Parigi: oro nella categoria fino a 70 kg.
- Campionati europei di judo

2002 - Maribor: oro nella categoria fino a 63 kg.
2005 - Rotterdam: bronzo nella categoria fino a 63 kg.
2006 - Tampere: argento nella categoria fino a 63 kg.
2007 - Belgrado: oro nella categoria fino a 63 kg.
2008 - Lisbona: oro nella categoria fino a 63 kg.
2009 - Tbilisi: oro nella categoria fino a 70 kg.
2011 - Istanbul: bronzo nella categoria fino a 70 kg.